# 建湖县人民医院
建湖县人民医院，是中华人民共和国江苏省的一所医院，为三级乙等综合医院，南通大学附属医院，位于建湖县人民路112号。

## 规模
南院区占地200亩，建筑面积13万平方米，总投资达8亿多元，2016年正式投入运行，设置床位1000张；位于老城区的北院区占地82亩，建筑面积近8万平方米。